# François Mauriac
François Charles Mauriac (Bordeaux, 11 oktober 1885 - Parijs, 1 september 1970) was een Frans schrijver en winnaar van de Nobelprijs voor Literatuur. Hij wordt algemeen beschouwd als een van de belangrijkste Franse romanciers van de 20e eeuw.

## Leven
Hij werd in Bordeaux (Gironde) geboren en studeerde literatuur aan de plaatselijke universiteit. In 1907 trok hij naar Parijs, aanvankelijk om aan de École des chartes te studeren. Al spoedig wijdde hij zich geheel aan het schrijven. Zijn eerste dichtbundel, Les Mains jointes, verscheen in 1909. Veel bekendheid kreeg hij echter pas tien jaar later. In 1913 trouwde hij met Jeanne Lafon (1893-1983) en zij kregen vier kinderen: Claude (1914), Claire (1917), Luce (1919) en Jean (1924); de oudste en de jongste werden eveneens schrijver en in 2008 publiceerde ook Luce op hoge leeftijd een roman. De loopbaan van François werd onderbroken door de Eerste Wereldoorlog, waarin hij diende in een ziekenhuis van het Rode Kruis op de Balkan. In 1922 verscheen zijn veelgeprezen Le Baiser au lépreux en in 1927 een andere succesvolle roman, Thérèse Desqueyroux, waarvoor hij in 1935 met La Fin de la nuit het vervolg schreef. Met de in 1925 gepubliceerde roman Le Désert de l'amour ontving hij een jaar later de Grand Prix du roman de l'Académie française. Hij schreef ook nog de positief onthaalde romans Le Noeud de vipères en Le Mystère Frontenac.
In 1933 werd hij gekozen in de Académie française. Als katholiek gelovige verkeerde hij aanvankelijk in maatschappelijk-actieve en modernistische kringen, waar hij zich op den duur niet meer op zijn plaats voelde. In zijn boek Vie de Jésus (1936) nam hij publiekelijk afstand van het katholiek modernisme, en in zijn voorwoord bij de tweede druk (eveneens 1936) meer specifiek van de katholiek-modernistische voorman Alfred Loisy (1857-1940). Tijdens de Tweede Wereldoorlog schreef hij onder het pseudoniem « Forez » Le Cahier Noir, het eerste deel van zijn memoires, dat door de clandestiene uitgeverij Les Éditions de Minuit werd uitgegeven.
Het literaire œuvre van Mauriac bedraagt in totaal een dertigtal romans, naast verschillende stukken voor theater. Ook was hij journalist voor Le Figaro.
In de jaren 50 sprak hij zich uit voor de onafhankelijkheid van Algerije en Vietnam en veroordeelde hij het gebruik van martelmethoden door het Franse leger. Hij leverde een felle polemiek met de homoseksuele schrijver Roger Peyrefitte. Ook schreef hij het vervolg van zijn memoires en een biografie van Charles de Gaulle.
In 1952 ontving hij de Nobelprijs voor Literatuur. In 1958 werd hij benoemd als Grootkruis in het Frans Legioen van Eer.
Zich baserend op hun levenslange correspondentie, schrijft Jean-Luc Barr in zijn biografie van Mauriac dat deze een onbeantwoorde passie voor de 15 jaar jongere (heteroseksuele) Zwitserse schrijver en diplomaat Bernard Barbey koesterde. En volgens Daniel Guérin, een vriend van Mauriac, maakte deze in zijn brieven meermalen gewag van zijn worsteling met zijn homo-erotische gevoelens (interview met Guérin, opgenomen in het boek van Gilles Barbedette en Michel Carassou, Paris gay 1925). De correspondentie tussen Guérin en Mauriac ligt bewaard in de Bibliothèque de documentation internationale contemporaine, tegen de wil van Mauriac, die wilde dat de brieven vernietigd zouden worden.
Zijn volledig werk verscheen in twaalf banden tussen 1950 en 1956.
Hij stierf in Parijs op 1 september 1970. Mauriac ligt begraven op het kerkhof van Vemars in Val-d'Oise.
Zijn oudste zoon Claude Mauriac kreeg in 1954 de Prix Sainte-Beuve voor zijn boek André Breton en in 1959 de Prix Médicis voor zijn roman Un dîner en ville.
De kleindochter van Mauriac, schrijfster en actrice Anne Wiazemsky (1947), ontving in 1993 de Prix Goncourt des lycéens en in 1998 de Grand Prix du roman de l'Académie française voor haar roman Une poignée de gens.

## Belangrijkste werken

### Romans
- 1913 - L'Enfant chargé de chaînes
- 1914 - La Robe prétexte
- 1920 - La Chair et le Sang
- 1921 - Préséances
- 1922 - Le Baiser au lépreux
- 1923 - Le Fleuve de feu
- 1923 - Génitrix
- 1923 - Le Mal
- 1925 - Le Désert de l'amour
- 1927 - Thérèse Desqueyroux
- 1928 - Destins
- 1929 - Trois Récits: Coups de couteau, 1926; Un homme de lettres, 1926; Le Démon de la connaissance, 1928
- 1930 - Ce qui était perdu
- 1932 - Le Nœud de vipères
- 1933 - Le Mystère Frontenac
- 1935 - La Fin de la nuit
- 1936 - Les Anges noirs
- 1938 - Plongées: Thérèse chez le docteur, 1933; Thérèse à l'hôtel, 1933; Le Rang; Insomnie; Conte de Noël
- 1939 - Les Chemins de la mer
- 1941 - La Pharisienne
- 1951 - Le Sagouin
- 1952 - Galigaï
- 1954 - L'Agneau
- 1969 - Un adolescent d'autrefois
- 1972 - Malataverne

### Theater
- 1938 - Asmodée
- 1945 - Les Mal Aimés
- 1948 - Passage du malin
- 1951 - Le Feu sur terre

### Vertalingen
- 1931 - Een jeugdliefde (Fenna de Meyier)
- 1933 - De adderkluwen (Gerard Wijdeveld)
- 1934 - De loop van het lot (J.C. Bloem)
- 1936 - Zwarte engelen, (W.A.M. Schoenmakers)
- 1935 - Het einde van den nacht (M.W.K. M.W. Stols-Kroesen)
- 1936 - Thérèse Desqueyroux (M.W.K. [M.W. Stols-Kroesen])
- 1936 - Het leven van Jezus (Frans van Oldenburg Ermke)
- z.j. - Margaretha van Cortuna (H.Busch)
- 1947 - Een voortreffelijke vrouw (H.Tielrooy-Bottenheim)
- z.j. - De wegen zeewaarts (Dick Ouwendijk)
- 1952 - Het snertjong (Herluf van Merlet)
- 1955 - Het lam (Jan Oyen)
- z.j. - De Frontenacs (J. Maschmijer-Buekers)
- 1959 - De mensenzoon (J.W.Hofstra)
- 1960 - Vlees en bloed, De betere kringen, Het levend brood (J.W.Hofstra)
- 1965 - De Gaulle (A.J.de Swarte)
- 1976 - De adderkluwen (C.Jongenburgers)
- 1979 - Steekspel (C.C.J. de Stoubendorff-Weddelink)

### Over Mauriac
- Fr. Claessens François Mauriac, Brugge, 1961
- Anton van Duinkerken François Mauriac, Hasselt:Heideland, 1960
- Jean Lacouture François Mauriac, Parijs, 1980
- Claude Mauriac Mauriac: Sa vie, son oeuvre Parijs, 1985
- Pierre-Henri Simon Mauriac", Parijs, 1982